# 조지아 항공
조지아 항공(영어: Airzena Georgian Airways)은 트빌리시에 본사를 두고 있는 항공사로 허브 공항은 트빌리시 국제공항이 있다.

## 역사
1994년 에어 제나(영어: Airzena)로 설립 했으며 1997년에 정기노선 운항과 동시에 조지아 항공(영어: Georgian Airlines)과 합병해 에어제나 조지아 항공(영어: Airzena Georgian Airlines)으로 변경했고 2004년 10월에 현재의 사명으로 변경했다.

## 운항 노선
- 2012년 7월 기준으로 조지아 항공은 다음과 같은 노선을 운항하고 있다.

### 코드쉐어 협정
- 조지아 항공은 다음과 같은 항공사와 코드쉐어 협정을 체결하고 있다.

| - 아에로플로트 (스카이팀) - 에게 항공 (스타얼라이언스) - 에어 아스타나 - 에어 프랑스 (스카이팀) - 알리탈리아 (스카이팀) - 오스트리아 항공 (스타얼라이언스) - 아제르바이잔 항공 - 델타 항공 (스카이팀) - 한 에어 - 이란 항공 - KLM (스카이팀) - 올림픽 에어 - S7 항공 (원월드) - 우크라이나 국제항공 |

## 보유 기종
- 2024년 9월 기준으로 조지아 항공은 다음과 같은 기종을 보유하고 있으며 평균 기령은 19.7년이다.[1][2][3][4][5][6]

### 퇴역 기종
- 보잉 737-300
- 보잉 737-400
- 보잉 737-500
- 봄바디어 CRJ100ER
- 엠브라에르 190
- 엠브라에르 195